# Samtgemeinde Isenbüttel
Samtgemeinde Isenbüttel er et amt (Samtgemeinde) i den sydlige del af Landkreis Gifhorn i den tyske delstat Niedersachsen. Det ligger cirka 4 km sydøst for Gifhorn. Administrationen ligger i byen Isenbüttel.

## Geografi
Samtgemeinde Isenbüttel ligger på Papenteich der er en højde mellem Harzen og Heide og støder mod nordvest til byen Wolfsburg. Andre byer i nærheden er Gifhorn og Braunschweig.
I den nordlige del af området løber Allerkanal i øst-vestlig retning.

### Inddeling
I Amtet ligger kommunerne (indbyggertal pr 31. december 2012) :
- Calberlah (5.072)
- Isenbüttel (6.320)
- Ribbesbüttel (2.071)
- Wasbüttel (1.858)